# Лундський університет
Лундський університет (швед. Lunds universitet, лат. Universitas Lundensis або лат. Universitas Gothorum Carolina) — престижний університет у Швеції та один із найстаріших університетів Північної Європи. Лундський університет стабільно входить до числа 100 найкращих університетів світу. Розташований у місті Лунд у провінції Сконе. Історія університету, ймовірно, починається у 1425 році, коли в Лунді поруч із Лундським кафедральним собором було засновано францисканський studium generale.
У Лундському університеті налічується 8 факультетів (з додатковими Кампусами в містах Мальме та Гельсінгборг), на яких навчаються понад 20 тисяч студентів у рамках 50 різних програм (спеціальностей) та 800 окремих курсів. Лундський університет входить у всесвітню мережу Universitas 21, що об'єднує університети, у яких проводяться великі наукові дослідження.

## Історія
Місто Лунд здавна було осередком освіти, а також релігійним центром та резиденцією архієпископа Данії. Кафедральну школу (katedralsskolan) для підготовки священнослужителів було засновано 1085 року і сьогодні це одна з найстаріших шкіл Скандинавії. Першу спробу заснувати середньовічну університетську освіту було зроблено 1485 року, але вона не була успішною.
Після укладення миру в Роскілі 1658 року, провінція Сконе перейшла у володіння шведської корони, яка 1666 року заснувала Лундський університет. Він став п'ятим університетом, заснованим шведською королівською владою, після Упсальского університету в 1477 році, Academia Gustaviana в 1632-му (зараз в Естонії), Академії Обу в 1640-му (зараз у Фінляндії) та університету Грейфсвальда в 1648 році (зараз в Німеччині).
Університет було названо Academia Carolina на честь короля Швеції Карла X Густава. Ця назва формально використовувалася до кінця XIX століття, коли її змінила назва «Лундський університет».
Від заснування університету в ньому діяли чотири факультети: юридичний, богословський, медичний та філософський. У кінці XVII століття кількість студентів сягала лише 100 осіб.
Війна в Сконе 1676 року призвела до закриття університету, яке тривало до 1682 року. Університет був заново відкритий завдяки регіональним активістам, але до XIX століття університет не мав високого статусу. Лекційних залів було мало, а заняття проводилися в Лундському кафедральному соборі та прилеглій до нього каплиці. Платня професорів була низькою.
1716 року король Швеції Карл XII зробив Лунд своєю постійною резиденцією, оскільки не бажав повертатися в Стокгольм. Він залишався в місті два роки, в проміжках між своїми норвезькими походами. Місто та університет пережили сплеск тимчасової уваги.

## Структура
Тривалий час Лундський університет мав лише чотири факультети: медицини, права, теології та філософії. З кінця XIX століття цю структуру було змінено. Сьогодні університет має 8 факультетів:
- Факультет природничих наук
- Факультет права
- Факультет соціальних наук
- Факультет медицини
- Факультет гуманітарних наук і теології
- Вища технічна школа (LTH)
- Вища економічна школа
- Факультет мистецтв із Вищою школою мистецтва, музики й театру в Мальме

Окрім того, в структуру університету входять:
- Кампус Helsingborg
- Вища школа авіації в Ljungbyhed

## Відомі викладачі
- Якоб Георг Агард — з 1854 року
- Андерс Густав Дальбом — з 1830 року
- Кнут Лундмарк
- Йоганн-Вільгельм Цеттерштедт
- Понтус Фальбек
- Карл Шарльє
- Абрагам Петер Кронгольм (1809—1879) — професор історії
- Генрік Рейтердаль
- Торстен Ґустафсон — фізик-теоретик
- Торстен Гегерстранд
- Сіґурд Аґрелль
- Юрій Шевельов

## Відомі випускники
- Ретціус Андрес Адольф — один із фундаторів фізичної антропології.
- Григор Орлик (син гетьмана Пилипа Орлика)[18].
- Гедда Андерссон — шведський лікар, друга жінка студентка університету.
- Таге Фрітьоф Ерландер — шведський політик, прем'єр-міністр Швеції (1946—1969).
- Торстен Ґустафсон — шведський фізик-теоретик, професор Лундського університету.
- Елізабет Магано Амукуго — намібійський політик.
- Дора Якобсон — німецько-шведський фізіолог і ендокринолог.